# Obererzgebirgische Posamenten- und Effekten-Werke

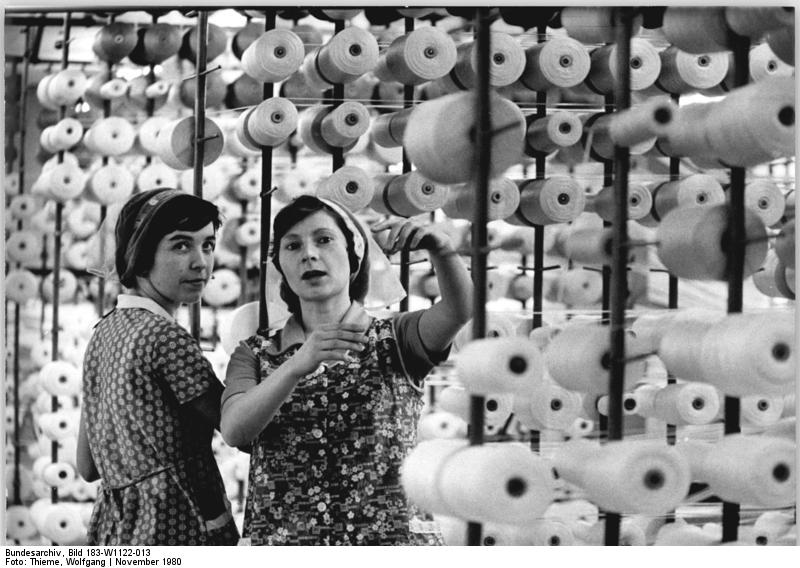
Arbeiterinnen im VEB OPEW um 1980

Die Obererzgebirgische Posamenten- und Effektenwerke (OPEW) sind ein sächsisches Textilunternehmen mit Sitz in Annaberg-Buchholz.
Das Unternehmen entstand 1953 aus der Zusammenlegung mehrerer kleinerer Posamentenbetriebe zu einem Volkseigenen Betrieb (VEB). Der Betrieb war zuletzt Teil des Kombinats Deko. In den 1980er-Jahren waren etwa 4000 Mitarbeiter in insgesamt sieben Werken mit zahlreichen Betriebsstätten tätig. Produziert wurden Borten und Spitzen, Effekten für Uniformen, Handtücher, Kissen, Läufer, Teppiche und Auslegware.
Ein Großteil der Ware wurde für den Export – insbesondere in die Sowjetunion, allerdings zu großen Teilen auch für den westeuropäischen Markt produziert.
Nach der deutschen Wiedervereinigung blieben nur wenige Betriebsstätten erhalten, die meisten Mitarbeiter wurden entlassen. Der Stammbetrieb firmiert seitdem als OPEW Annaberg GmbH mit etwa 50 Mitarbeitern in Annaberg-Buchholz.